# نثر
النثر هو الكلام الفني الجميل، المنثور بأسلوب جيد لا يحكمه النظم الإيقاعي - كما هو حال الشعر - تميزه اللغة المنتقاة والفكرة الجلية، والمنطق السليم المقنع، المؤثر في المتلقي.
من فنون النثر: القصة والمقالة والخطبة والمسرحية النثرية وفنون النثر الوصفي كالنقد الأدبي وتاريخ الأدب والأدب المقارن. والنثر أدب إنشائي.

## أنواع النثر

### النثر العادي
الذي يدور في كلام الناس أثناء المعاملة، أو هو الذي يعرف بلغة التخاطب والتفاهم بين الناس، أو هو الكلام اليومي الذي يتحدثه الناس، وهو غير فاقد نهائيا لبعض عناصر النثر الفني.

### الثاني النثر الفني
الذي يخضع لنظرية الفن أو هو الذي يغلب عليه الأسلوب الفني والذي يحتوي على عناصر فنية نذكر منها الأفكار وحسن الصياغة وجودة السبك ومراعاة جودة اللغة ومع ذلك لا يفقد العاطفة والخيال.
ينقسم النثر الفني على قسمين:
1-النثر الابداعي: و من انواعه المعروفة:الخطابة، والمقالة، والقصة، والرواية، والمسرحية، والسيرة الذاتية، وادب الرحلات وغيرها .
2-النثر الوصفي :ويشتمل على دراسات المتعلقة بنشأة الادب الابداعي وتحليله وتقويمة، مثل:كتب تاريخ الادب، وكتب النقد الادبي